# 湯姆·希克斯
湯馬士· O.希克斯, Sr. （英語：Thomas Ollis Hicks Sr.，1946年—）出生於德薩斯州的達拉斯，其後移民到阿瑟港，是一個達拉斯的商人。據福布斯雜誌於2008年發表的2008年億萬富翁列表，他約有身家1億3千萬美元。
希克斯成立了一家投資公司，名為Hicks, Muse, Tate & Furst，他亦是 Hicks Holdings LLC的主席，這公司擁有Hicks Sports Group，HSG是美國職棒球隊德薩斯流浪、達拉斯星、Mesquite Championship Rodeo的老闆。

## 利物浦（2007-2010）
因為把利物浦搞至雞毛鴨血,故與吉列合稱為「阿仆同阿街」